# Championnat de France féminin de handball 1982-1983
Navigation
Saison 1981-1982 Saison 1983-1984
Le championnat de France féminin 1982-1983 est la 32e édition du plus haut niveau de handball en France. 
Le titre de champion de France de Nationale 1 est remporté pour la troisième fois par le Bordeaux EC devant le Paris UC. L'US Dunkerque, tenant du titre, ne termine que septième.

## Première phase
| - Qualifié pour la poule haute - Reversé en poules basses | - T : Tenant du titre - P : Promu de Nationale 2 en début de saisons |

### Poule A
Le classement final de la première phase est :
|   | Équipe           | Pts | J  | G | N | P | Bp  | Bc  | Diff |
| - | ---------------- | --- | -- | - | - | - | --- | --- | ---- |
| 1 | ASUL Lyon        | 26  | 10 | 8 | 0 | 2 | 196 | 160 | 36   |
| 2 | Troyes OS        | 24  | 10 | 7 | 0 | 3 | 231 | 183 | 48   |
| 3 | US Dunkerque (T) | 24  | 10 | 7 | 0 | 3 | 200 | 182 | 18   |
| 4 | USM Gagny (P)    | 18  | 10 | 4 | 0 | 6 | 161 | 201 | -40  |
| 5 | ASPTT Strasbourg | 14  | 10 | 2 | 0 | 8 | 176 | 189 | -13  |
| 6 | JS Villersexel   | 14  | 10 | 2 | 0 | 8 | 174 | 223 | -49  |

Les résultats des matchs sont,, :
- Journée 1, 13-14 novembre 1982 : US Dunkerque - JS Villersexel 27-17 ; ASU Lyon - Troyes OS 26-24 ; ASPTT Strasbourg - USM Gagny 22-12.
- Journée 2, 20-21 novembre 1982 : Troyes OS - JS Villersexel 31-17 ; ASU Lyon - ASPTT Strasbourg 17-15 ; US Dunkerque - USM Gagny 20-15.
- Journée 3, 27-28 novembre 1982 : Troyes OS - US Dunkerque 24-18 ; ASU Lyon - USM Gagny 17-8 ; ASPTT Strasbourg - JS Villersexel 21-14.
- Journée 4, 4-5 décembre 1982 : US Dunkerque - ASU Lyon 21-18 ; Troyes OS - ASPTT Strasbourg 26-18 ; JS Villersexel - USM Gagny 23-19.
- Journée 5, 11-12 décembre 1982 : US Dunkerque - ASPTT Strasbourg 20-19 ; ASU Lyon - JS Villersexel 20-17 ; Troyes OS - USM Gagny 25-14.
- Journée 6, 8-9 janvier 1983 : US Dunkerque - JS Villersexel 15-13 ; ASU Lyon - Troyes OS 16-14 ; USM Gagny - ASPTT Strasbourg 19-16.
- Journée 7, 15-16 janvier 1983 : Troyes OS - JS Villersexel 27-18 ; ASU Lyon - ASPTT Strasbourg 18-13 ; US Dunkerque - USM Gagny match remis.
- Journée 8, 22-23 janvier 1983 : Troyes OS - US Dunkerque 23-19 ; USM Gagny - ASU Lyon 19-18 ; JS Villersexel - ASPTT Strasbourg 22-21.
- Journée 9, 29-30 janvier 1983 : Lyon - US Dunkerque 23-13 ; Troyes OS - ASPTT Strasbourg 18 - 16 ; USM Gagny - JS Villersexel 19-17.
- Journée 10, 5-6 février 1983 : US Dunkerque - ASPTT Strasbourg 23-15 ; ASU Lyon - JS Villersexel 23 - 16 ; USM Gagny - Troyes OS 21-19.

### Poule B
Le classement final de la première phase est :
|   | Équipe                | Pts | J  | G | N | P  | Bp  | Bc  | Diff |
| - | --------------------- | --- | -- | - | - | -- | --- | --- | ---- |
| 1 | Paris UC              | 24  | 10 | 7 | 0 | 3  | 174 | 134 | 40   |
| 2 | ASPTT Nice            | 24  | 10 | 7 | 0 | 3  | 164 | 146 | 18   |
| 3 | ES Besançon*          | 24  | 10 | 7 | 0 | 3  | 187 | 185 | 2    |
| 4 | ASPTT Bar-le-Duc      | 20  | 10 | 5 | 0 | 5  | 180 | 169 | 11   |
| 5 | SLUC Nancy (P)        | 16  | 10 | 4 | 0 | 3  | 121 | 141 | -20  |
| 6 | Racing Club de France | 10  | 10 | 0 | 0 | 10 | 145 | 196 | -51  |

*Faute d'infrastructures, l'AS Chemaudin a fusionné avec l'ES Besançon et évolue désormais sous ce nom.
Les résultats des matchs sont,, :
- Journée 1, 13-14 novembre 1982 : PUC - ES Besançon 25-14 ; ASPTT Bar-le-Duc - RCF 19-17 ; ASPTT Nice - SLUC Nancy 15-14.
- Journée 2, 20-21 novembre 1982 : ES Besançon - ASPTT Bar-le-Duc 21-16 ; RCF - ASPTT Nice match remis ; PUC - SLUC Nancy 15-11.
- Journée 3, 27-28 novembre 1982 : PUC - ASPTT Bar-le-Duc 17-16 ; SLUC Nancy - RCF 15-12 ; ES Besançon - ASPTT Nice 17-15.
- Journée 4, 4-5 décembre 1982 : PUC - RCF 23-13 ; ASPTT Nice - ASPTT Bar-le-Duc 17-16 ; ES Besançon - SLUC Nancy 15-14.
- Journée 5, 11-12 décembre 1982 : PUC - ASPTT Nice 18-17 ; ES Besançon - RCF 18-17 ; ASPTT Bar-le-Duc - SLUC Nancy 16-11.
- Journée 6, 8-9 janvier 1983 : ES Besançon - PUC 18-14 ; ASPTT Bar-le-Duc - RCF 23-17 ; ASPTT Nice - SLUC Nancy 19-18.
- Journée 7, 15-16 janvier 1983 : ASPTT Bar-le-Duc - ES Besançon 28-17 ; ASPTT Nice - RCF 18-14 ; PUC - SLUC Nancy match remis
- Journée 8, 22-23 janvier 1983 : PUC - ASPTT Bar-le-Duc 25 - 17 ; SLUC Nancy - RCF 20 - 14 ; ES Besançon - ASPTT Nice 21 - 16.
- Journée 9, 29-30 janvier 1983 : PUC - RCF 17 - 9 ; ASPTT Nice - ASPTT Bar-le-Duc 16 - 14 ; SLUC Nancy - ES Besançon 22 -19.
- Journée 10, 5-6 février 1983 : ASPTT Nice - PUC 18 14 ; ES Besançon - RCF 27 - 18 ASPTT Bar-le-Duc - SLUC Nancy 15 - 11.

### Poule C
Le classement final de la première phase est :
|   | Équipe                        | Pts | J  | G  | N | P | Bp  | Bc  | Diff |
| - | ----------------------------- | --- | -- | -- | - | - | --- | --- | ---- |
| 1 | Bordeaux EC                   | 30  | 10 | 10 | 0 | 0 | 263 | 128 | 135  |
| 2 | AS Mantes                     | 25  | 10 | 7  | 1 | 2 | 222 | 195 | 27   |
| 3 | Stella Sports Saint-Maur (P)  | 21  | 10 | 4  | 3 | 2 | 164 | 181 | -17  |
| 4 | SA Mérignac (P)               | 17  | 10 | 3  | 1 | 6 | 201 | 239 | -38  |
| 5 | CEP Saint-Nicolas-d'Aliermont | 15  | 10 | 2  | 1 | 7 | 157 | 199 | -42  |
| 6 | PLM Conflans                  | 12  | 10 | 0  | 2 | 8 | 167 | 232 | -65  |

Les résultats des matchs sont,, :
- Journée 1, 13-14 novembre 1982 : SA Mérignac - PLM Conflans 25-24 ; AS Mantes - CEP St-Nicolas d'Aliermont 23-12 ; Bordeaux EC - Stella Sports Saint-Maur 24-9.
- Journée 2, 20-21 novembre l982 : AS Mantes - SA Mérignac 31-21 ; Bordeaux EC - CEP St-Nicolas d'Aliermont 23-8 ; Stella Sports Saint-Maur - PLM Conflans 21-17.
- Journée 3, 27-28 novembre 1982 : AS Mantes - PLM Conflans 29-17 ; Stella Sports Saint-Maur - CEP St-Nicolas d'Aliermont 14-13 ; Bordeaux EC - SA Mérignac 24-8.
- Journée 4, 4-5 décembre 1982 : PLM Conflans - CEP St-Nicolas d'Aliermont ; 15-15 Bordeaux EC - AS Mantes 29-15 ; Stella Sports Saint-Maur - SA Mérignac 18-16.
- Journée 5, 11-12 décembre 1982 : Bordeaux EC - PLM Conflans 33-18 ; CEP St-Nicolas d'Aliermont - SA Mérignac 25-18 ; Stella Sports Saint-Maur - AS Mantes 19-19.
- Journée 6, 8-9 janvier 1983 : SA Mérignac - PLM Conflans 30-26 ; AS Mantes - CEP St-Nicolas d'Aliermont 20-17 ; Bordeaux EC - Stella Sports Saint-Maur 23-9.
- Journée 7, 15-16 janvier 1983 : AS Mantes - SA Mérignac 25-24 Bordeaux EC - CEP St-Nicolas d'Aliermont 29-13 ; PLM Conflans - Stella Sports Saint-Maur match remis
- Journée 8, 22-23 janvier 1983 : AS Mantes - PLM Conflans 21-18 ; Stella Sports Saint Maur - CEP St Nicolas d'Abermont 26-18 ; Bordeaux EC - SA Mérignac 28 -16.
- Journée 9, 29-30 janvier 1983 : St-Nicolas d'Aliermont - PLM Conflans 17-7 ; Bordeaux EC - AS Mantes 22-20 ; Stella Sports Saint Maur SA Mérignac 19 -19.
- Journée 10, 5-6 février 1983 : Bordeaux EC - PLM Conflans 28 - 12 ; SA Mérignac - CEP St-Nicolas d'Aliermont 24-19 ; AS Mantes - Stella Sports Saint Maur 19-16.

## Deuxième phase

### Poule haute
Le classement final est, :
| \| \| Équipe \| Pts \| J \| G \| N \| P \| Bp \| Bc \| Diff \| \| - \| ----------- \| --- \| -- \| - \| - \| - \| --- \| --- \| ---- \| \| 1 \| Bordeaux EC \| 27 \| 10 \| 8 \| 1 \| 1 \| 229 \| 175 \| 54 \| \| 2 \| Paris UC \| 22 \| 10 \| 5 \| 2 \| 3 \| 193 \| 187 \| 6 \| \| 3 \| ASUL Lyon \| 20 \| 10 \| 5 \| 0 \| 5 \| 183 \| 191 \| -8 \| \| 4 \| AS Mantes \| 20 \| 10 \| 4 \| 2 \| 4 \| 202 \| 213 \| -11 \| \| 5 \| Troyes OS \| 16 \| 10 \| 3 \| 0 \| 7 \| 219 \| 244 \| -25 \| \| 6 \| ASPTT Nice \| 15 \| 10 \| 2 \| 1 \| 7 \| 199 \| 215 \| -16 \| | - Champion de France Le Bordeaux EC est champion de France |     |    |   |   |   |     |     |      |
| | Équipe                                                     | Pts | J  | G | N | P | Bp  | Bc  | Diff |
| 1 | Bordeaux EC                                                | 27  | 10 | 8 | 1 | 1 | 229 | 175 | 54   |
| 2 | Paris UC                                                   | 22  | 10 | 5 | 2 | 3 | 193 | 187 | 6    |
| 3 | ASUL Lyon                                                  | 20  | 10 | 5 | 0 | 5 | 183 | 191 | -8   |
| 4 | AS Mantes                                                  | 20  | 10 | 4 | 2 | 4 | 202 | 213 | -11  |
| 5 | Troyes OS                                                  | 16  | 10 | 3 | 0 | 7 | 219 | 244 | -25  |
| 6 | ASPTT Nice                                                 | 15  | 10 | 2 | 1 | 7 | 199 | 215 | -16  |

Les résultats des matchs sont, :
- Journée 1 & 2 : report des résultats des équipes issues d'une même poule.
- Journée 3, 26-27 février 1983 : Paris UC - AS Mantes 19-19 ; Nice - Troyes 28-30 ; Bordeaux EC - ASU Lyon 22-17.
- Journée 4, 12-13 mars 1983 : AS Mantes - ASPTT Nice ; 24-20 Troyes OS - Bordeaux EC 14-20 ; ASU Lyon - Paris UC 18-23.
- Journée 5, 19-20 mars 1983 : Paris UC - Bordeaux EC 22-21 ; ASPTT Nice - ASU Lyon 15-16 ; AS Mantes - Troyes OS 26-24.
- Journée 6, 26-27 mars 1983 : Bordeaux EC - ASPTT Nice 22-12 ; Troyes OS - Paris UC 26-24 ; ASU Lyon - AS Mantes 22-18.
- Journée 7, 16-17 avril 1983 : AS Mantes - Paris UC 17-17 ; Troyes OS - ASPTT Nice 30-26 ; ASUL Lyon - Bordeaux EC 16-18.
- Journée 8, 23-24 avril 1983 : Paris - ASU Lyon 16-13 ; Bordeaux EC - Troyes OS 30-21 ; ASPTT Nice - AS Mantes 23-16.
- Journée 9, 7-8 mai 1983 : ASUL Lyon - ASPTT Nice 23-18 ; Troyes OS - AS Mantes 21-24 ; Bordeaux EC - Paris UC 23-16.
- Journée 10, 14-15 mai 1983 : AS Mantes - ASUL Lyon 23-16 ; ASPTT Nice - Bordeaux EC 22-22 Paris UC - Troyes OS 24-15.

### Poule de classement A
Le classement final est, :
| \| \| Équipe \| Pts \| J \| G \| N \| P \| Bp \| Bc \| Diff \| \| - \| ---------------------------- \| --- \| -- \| - \| - \| - \| --- \| --- \| ---- \| \| 1 \| US Dunkerque (T) \| 22 \| 10 \| 8 \| 1 \| 1 \| 223 \| 161 \| 62 \| \| 2 \| ASPTT Bar-le-Duc \| 23 \| 10 \| 7 \| 1 \| 2 \| 209 \| 179 \| 30 \| \| 3 \| SLUC Nancy (P) \| 21 \| 10 \| 4 \| 3 \| 3 \| 170 \| 152 \| 18 \| \| 4 \| JS Villersexel \| 19 \| 10 \| 3 \| 3 \| 4 \| 187 \| 183 \| 4 \| \| 5 \| Stella Sports Saint-Maur (P) \| 11 \| 10 \| 3 \| 1 \| 6 \| 170 \| 194 \| -24 \| \| 6 \| PLM Conflans \| 11 \| 10 \| 0 \| 1 \| 8 \| 139 \| 229 \| -90 \| | - T : Tenant du titre - P : Promu de Nationale 2 en début de saisons - Qualifié pour les barrages de relégation - Relégué en Nationale 2 - Forfait pour la saison 83-84 (dissolution) Le SLUC Nancy est dissous au profit de la JS Villersexel qui est repêché. |     |    |   |   |   |     |     |      |
| | Équipe | Pts | J  | G | N | P | Bp  | Bc  | Diff |
| 1 | US Dunkerque (T) | 22  | 10 | 8 | 1 | 1 | 223 | 161 | 62   |
| 2 | ASPTT Bar-le-Duc | 23  | 10 | 7 | 1 | 2 | 209 | 179 | 30   |
| 3 | SLUC Nancy (P) | 21  | 10 | 4 | 3 | 3 | 170 | 152 | 18   |
| 4 | JS Villersexel | 19  | 10 | 3 | 3 | 4 | 187 | 183 | 4    |
| 5 | Stella Sports Saint-Maur (P) | 11  | 10 | 3 | 1 | 6 | 170 | 194 | -24  |
| 6 | PLM Conflans | 11  | 10 | 0 | 1 | 8 | 139 | 229 | -90  |

Les résultats des matchs sont, :
- Journée 1 & 2 : report des résultats des équipes issues d'une même poule.
- Journée 3, 26-27 février 1983 : US Dunkerque - PLM Conflans 30-10 ; JS Villersexel - SLUC Nancy 19-19 ; Stella Saint-Maur - ASPTT Bar-le-Duc 20-21.
- Journée 4, 12-13 mars 1983 : PLM Conflans - JS Villersexel 16-18 ; SLUC Nancy - Stella Saint-Maur 16-12 ; ASPTT Bar-le-Duc - US Dunkerque 22-26.
- Journée 5, 19-20 mars 1983 : US Dunkerque - Stella Saint-Maur 26-12 ; PLM Conflans - SLUC Nancy 12-20 ; JS Villersexel - ASPTT Bar-le-Duc 19-19.
- Journée 6, 26-27 mars 1983 : Stella Saint-Maur - JS Villersexel 22-19 ; SLUC Nancy - US Dunkerque 16-14 ; ASPTT Bar-le-Duc - PLM Conflans 27-17.
- Journée 7, 16-17 avril 1983 : PLM Conflans - US Dunkerque 20-25 ; SLUC Nancy - JS Villersexel 18-18 ; ASPTT Bar-le-Duc - Stella Saint-Maur 23-18.
- Journée 8, 23-24 avril 1983 : US Dunkerque - ASPTT Bar-le-Duc 25-21 ; Stella Saint-Maur - SLUC Nancy 20-19 ; JS Villersexel - PLM Conflans 26-9.
- Journée 9, 7-8 mai 1983 : ASPTT Bar le Duc - JS Villersexel 21-18 ; Stella Sports St Maur - US Dunkerque 15-20 ; SLUC Nancy - PLM Conflans : 25-11.
- Journée 10, 14-15 mai 1983 : PLM Conflans - ASPTT Bar le Duc 14-24 ; JS Villersexel - Stella Sports St Maur 20-17 ; US Dunkerque - SLUC Nancy 15-15.

### Poule de classement B
Le classement final est, :
| \| \| Équipe \| Pts \| J \| G \| N \| P \| Bp \| Bc \| Diff \| \| - \| ----------------------------- \| --- \| -- \| - \| - \| - \| --- \| --- \| ---- \| \| 1 \| ES Besançon \| 26 \| 10 \| 7 \| 2 \| 1 \| 196 \| 170 \| 26 \| \| 2 \| USM Gagny (P) \| 24 \| 10 \| 7 \| 0 \| 3 \| 187 \| 173 \| 14 \| \| 3 \| ASPTT Strasbourg \| 22 \| 10 \| 5 \| 2 \| 3 \| 175 \| 167 \| 8 \| \| 4 \| Racing Club de France \| 18 \| 10 \| 4 \| 0 \| 6 \| 174 \| 185 \| -11 \| \| 5 \| SA Mérignac (P) \| 16 \| 10 \| 3 \| 0 \| 7 \| 190 \| 207 \| -17 \| \| 6 \| CEP Saint-Nicolas-d'Aliermont \| 14 \| 10 \| 1 \| 2 \| 7 \| 157 \| 177 \| -20 \| | - P : Promu de Nationale 2 en début de saisons - Qualifié pour les barrages de relégation - Relégué en Nationale 2 |     |    |   |   |   |     |     |      |
| | Équipe | Pts | J  | G | N | P | Bp  | Bc  | Diff |
| 1 | ES Besançon | 26  | 10 | 7 | 2 | 1 | 196 | 170 | 26   |
| 2 | USM Gagny (P) | 24  | 10 | 7 | 0 | 3 | 187 | 173 | 14   |
| 3 | ASPTT Strasbourg                                                                                                   | 22  | 10 | 5 | 2 | 3 | 175 | 167 | 8    |
| 4 | Racing Club de France                                                                                              | 18  | 10 | 4 | 0 | 6 | 174 | 185 | -11  |
| 5 | SA Mérignac (P) | 16  | 10 | 3 | 0 | 7 | 190 | 207 | -17  |
| 6 | CEP Saint-Nicolas-d'Aliermont                                                                                      | 14  | 10 | 1 | 2 | 7 | 157 | 177 | -20  |

Les résultats des matchs sont, :
- Journée 1 & 2 : report des résultats des équipes issues d'une même poule.
- Journée 3, 26-27 février 1983 : USM Gagny - CEP St-Nicolas d'Aliermont 16-14; ASPTT Strasbourg - RCF 19-17 ; SA Mérignac - ES Besançon 22-23.
- Journée 4, 12-13 mars 1983 : CEP d'Aliermont - ASPTT Strasbourg 11-11 ; ES Besançon - USM Gagny 20-17 ; RCF - SA Mérignac 19-17.
- Journée 5, 19-20 mars 1983 : SA Mérignac 26-18 ; ASPTT Strasbourg - ES Besançon 14-14 ; CEP St-Nicolas d'Aliermont - RCF 18-20.
- Journée 6, 26-27 mars 1983 : ES Mérignac - ASPTT Strasbourg 20-14 ; RCF - USM Gagny 23-16 ; ES Besançon - CEP St-Nicolas d'Aliermont 13-13.
- Journée 7, 16-17 avril 1983 : RCF - ASPTT Strasbourg 16-20 ; CEP St-Nicolas d'Aliermont - USM Gagny 10-20 ; ES Besançon - SA Mérignac 20-15.
- Journée 8, 23-24 avril 1983 : USM Gagny - ES Besançon 20-19 ; SA Mérignac - RCF 18-16 ; ASPTT Strasbourg - CEP St-Nicolas d'Aliermont 20-16.
- Journée 9, 7-8 mai 1983 : ES Besançon - ASPTT Strasbourg 21-15 ; RCF - CEP St Nicolas d'Aliermont 14-12 ; SA Mérignac - USM Gagny : 17-21.
- Journée 10, 14-15 mai 1983 : ASPTT Strasbourg - SA Mérignac 24-21 ; CEP St Nicolas d'Aliermont - ES Besançon 19-21 ; USM Gagny - RCF 20-14.

### Barrages de relégation
La JS Villersexel est battu d'un but par Montpellier et est donc relégué avant d'être repêché après la dissolution du SLUC Nancy.
Le Racing Club de France s'est quant lui maintenu, probablement face à l'UJLRS Le Mans, demi-finaliste de Nationale II.

## Effectif du champion de France
L'effectif du Bordeaux EC, champion de France, était :
Gardiennes de but
- Jacqueline Brigout
- Annie Camus

Joueuses de champs
- Hélène Moulinier
- Sylvie Castel
- Dominique Trias
- Olivia Nicollon
- Sophie Labegorre
- Véronique Boutinaud
- Agnès Feynie
- Lydia Julians
- Florence Massarin
- Christine Carré.

Entraîneur
- Christine Carré

## Statistiques
Le triangle d'or qui distingue les meilleures marqueuses est :
1. Carole Martin (Troyes OS) 108 buts, Triangle d'Or
2. Sophie Labegorre (Bordeaux EC), 84 buts Triangle d'Argent
3. Dominique Trijoulet (SA Mérignac), 79 buts Triangle de Bronze.